# Ehretia namibiensis
Ehretia namibiensis là loài thực vật có hoa trong họ Ehretiaceae. Loài này được Retief & A.E.van Wyk mô tả khoa học đầu tiên năm 2001.